# More D4ta
More D4ta (anagramma di Moderat 4) è il quarto album in studio del supergruppo tedesco Moderat, pubblicato il 13 maggio 2022 dalla Monkeytown Records.

## Tracce
Testi di Elisa Mishto e Sascha Ring, eccetto dove indicato, musiche di Sebastian Szary, Gernot Bronsert e Sascha Ring.
1. Fast Land – 3:39
2. Easy Prey – 4:26 (testo: Sascha Ring, Sebastian Szary, Gernot Bronsert)
3. Drum Glow – 4:44
4. Soft Edit – 1:24
5. Undo Redo – 4:38
6. Neon Rats – 7:30
7. More Love – 4:36
8. Numb Bell – 5:23
9. Doom Hype – 4:06
10. Copy Copy – 4:23